# Xaniona pulchella
Xaniona pulchella är en insektsart som först beskrevs av Henry Fairfield Osborn 1932.  Xaniona pulchella ingår i släktet Xaniona och familjen dvärgstritar.
Artens utbredningsområde är Ohio. Inga underarter finns listade i Catalogue of Life.